# Caius Valerius Flaccus (consul)
Caius Valerius Flaccus (Kr. e. 2. század – Kr. e. 1. század) római politikus, az előkelő Valeria gens tagja volt.
Kr. e. 98-ban praetorként a senatus határozatát követve javasolta a népgyűlésen, hogy a veliai papnő, Calliphana részesüljön a római polgárjogban, hogy ezáltal Rómában is áldozatot mutathasson be a rómaiakért. Kr. e. 93-ban consul volt, majd proconsulként Titus Didius utódja lett a hispaniai háborúban. Itt a korábbi helytartók elnyomása miatt ismét fellázadtak a keltibérek Belgida városában, és mivel senatusuk nem csatlakozott a néphez, a vezető testületre gyújtották az épületet. Flaccus váratlan csapással foglalta el a várost, és kivégeztette mindazokat, akik részt vettek a gyújtogatásban.
Talán azonos azzal a Caius Valerius Flaccusszal, aki Kr. e. 83-ban Galliában volt propraetor imperatori címmel.